# 10米气步枪
10米气步枪（英語：10 metre air rifle）是一个国际射击运动联合会射击比赛项目，自1984年成为奥运会射击比赛项目之一。
新制资格赛中，射手在距靶10米处並采用立姿，在75分钟内射击60发子弹。在资格赛中排名前8名的射手进入决赛。在决赛中，资格赛成绩将被清零重置，所有参赛者先进行2组5发射击，每组限时4分10秒；此后逐发射击，每发限时50秒。从第12发开始，决赛成绩最低的一位将被淘汰，此后每两发淘汰成绩最低的一位，直到第24發结束后产生冠亚军为止。
射击用的靶分成10环，选手每次射击可获得最高10.9环，選手於資格賽中最高總環數為654.0分(10.9*60)；決賽為261.6分(10.9*24)。射手射击获得的总环数最多者获胜。

## 比赛器材
10米空气步枪使用的步枪重量不超过5.5kg，总长度不超过850mm；而使用的子弹是.177口径子弹（直径4.5mm）。比赛用靶的直径（1环直径）是45.5mm (±0.1mm)，其中4环直径30.5mm (±0.1mm)，9环直径5.5mm (±0.1mm)，10环直径0.5mm (±0.1mm)。

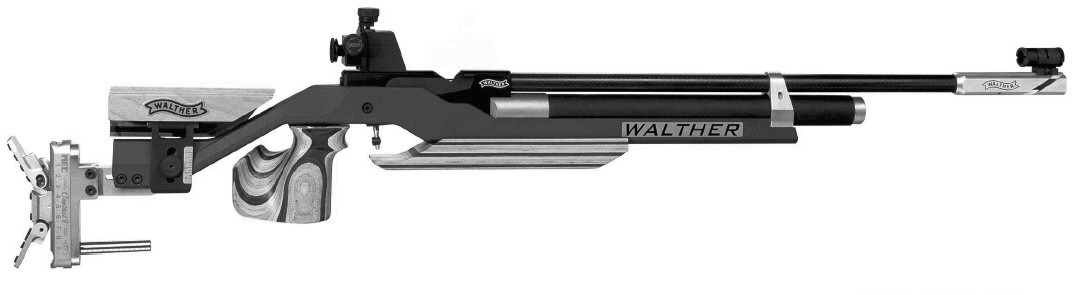
一种用于10米空气步枪的预压缩空气型（PCP）步枪
比赛用靶
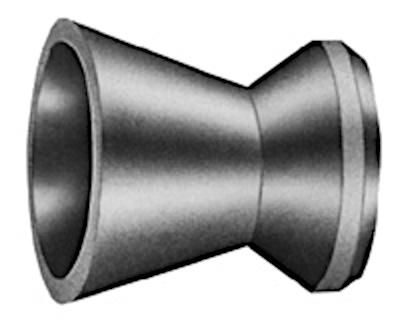
10米空气步枪&空氣手槍比赛用的空气枪子弹

## 当前世界纪录(舊制)
| 男子     | 资格赛 | 600环   | 特瓦里特·迈贾差集（泰国） · 丹尼斯·斯科洛夫（俄罗斯） · 贾甘·纳兰格（印度） · 贾甘·纳兰格（印度） | 2000年1月27日 2008年3月1日 2008年11月5日 2010年10月6日 | 马来西亚兰卡威 瑞士温特图尔 泰国曼谷 印度新德里 | 编辑 |
| 男子     | 总决赛 | 703.6环 | 贾甘·纳兰格（印度） (600+103.6环) | 2010年10月6日 | 印度新德里 | 编辑 |
| 男子     | 团体赛 | 1792环  | 俄羅斯（克鲁格洛夫、普里科德琴科、斯科洛夫） | 2008年3月1日 | 瑞士温特图尔 | 编辑 |
| 青年男子 | 个人赛 | 599环   | 千民浩（大韩民国） · 朱启南（中国） · 朱启南（中国） · 谢尔盖·里赫特尔（以色列） | 2004年4月24日 2004年8月16日 2004年10月30日 2009年5月16日 | 希腊雅典 希腊雅典 泰国曼谷 德国慕尼黑 | 编辑 |
| 青年男子 | 团体赛 | 1774环  | 斯洛伐克（巴拉兹、豪莫拉、贾西克） | 2004年3月26日 | 匈牙利杰尔 | 编辑 |
| 女子     | 资格赛 | 400环   | 徐善华（大韩民国） · 高静（中国） · 柳博芙·加尔金娜（俄罗斯） · 杜丽（中国） · 柳博芙·加尔金娜（俄罗斯） · 苏玛·锡鲁尔（印度） · 柳博芙·加尔金娜（俄罗斯） · 莫妮卡·哈瑟斯伯格（奥地利） · 芭芭拉·莱希纳（德国） · 赵颖慧（中国） · 武柳希（中国） · 杜丽（中国） · 索尼娅·普法伊尔席夫特（德国） · 卡特日娜·埃蒙斯（捷克） · 柳博芙·加尔金娜（俄罗斯） | 2002年4月12日 2002年4月22日 2002年8月24日 2003年6月4日 2003年6月14日 2004年2月13日 2004年2月22日 2004年4月22日 2005年3月5日 2005年4月11日 2005年6月11日 2006年10月4日 2008年5月24日 2008年8月9日 2008年11月5日 | 澳大利亚悉尼 中国上海 德国慕尼黑 克罗地亚萨格勒布 德国慕尼黑 马来西亚吉隆坡 泰国曼谷 希腊雅典 爱沙尼亚塔林 韩国昌原 德国慕尼黑 西班牙格拉纳达 意大利米兰 中国北京 泰国曼谷 | 编辑 |
| 女子     | 总决赛 | 505.0环 | 索尼娅·普法伊尔席夫特（德国） (400+105.0环) | 2008年5月24日 | 意大利米兰 | 编辑 |
| 女子     | 团体赛 | 1196环  | 中国（杜丽、武柳希、赵颖慧） | 2007年12月6日 | 科威特科威特城 | 编辑 |
| 青年女子 | 个人赛 | 400环   | 徐善华（大韩民国） · 张怡(音)（中国） | 2002年4月12日 2007年12月6日 | 澳洲悉尼 科威特科威特城 | 编辑 |
| 青年女子 | 团体赛 | 1188环  | （崔大勇、金炫美、徐善华） | 2002年7月8日 | 芬兰拉赫蒂 | 编辑 |

### 文献
1. ISSF. ISSF Official Statutes, Rules and Regulations (English Rulebook)（页面存档备份，存于）[M/OL]. Edition 2009 (Second Printing), 2010.